# Русавкино-Поповщино
Руса́вкино-Попо́вщино — деревня в городском округе Балашиха Московской области. Население — 93 чел. (2010).

## Название
В 1862 году упоминается как деревня Русавкино, в 1926 году — Русавкино (Поповщино), с середины XX века закрепилось название Русавкино-Поповщино. Название Русавкино связано с предполагаемым женским именем Русавка (русалка).

## География
Деревня Русавкино-Поповщино расположена в восточной части городского округа Балашиха. Высота над уровнем моря 128 м. Рядом с деревней протекает река Вьюнка. Ближайший населённый пункт — деревня Русавкино-Романово.

## История
В 1926 году деревня являлась центром Поповщинского сельсовета Васильевской волости Богородского уезда Московской губернии.
С 1929 года — населённый пункт в составе Новомилетского сельсовета Реутовского района Московского округа Московской области. 19 мая 1941 года районный центр был перенесён в Балашиху, а район переименован в Балашихинский. До муниципальной реформы 2006 года деревня входила в состав Черновского сельского округа Балашихинского района. После образования городского округа Балашиха, деревня вошла в его состав.

## Население
| 1926 | 2002 | 2006 | 2010 |
| ---- | ---- | ---- | ---- |
| 299  | ↘54  | ↗77  | ↗93  |

В 1926 году в деревне проживало 299 человек (144 мужчины, 150 женщин), насчитывалось 57 хозяйств, из которых 54 было крестьянских. По переписи 2002 года — 54 человека (20 мужчин, 34 женщины).